# 8720 Takamizawa
8720 Takamizawa este un asteroid din centura principală de asteroizi.

## Descriere
8720 Takamizawa este un asteroid din centura principală de asteroizi. A fost descoperit pe 16 noiembrie 1995 la Kuma Kogen de Akimasa Nakamura. El prezintă o orbită caracterizată de o semiaxă mare de 3,08 ua, o excentricitate de 0,13 și o înclinație de 4,6° în raport cu ecliptica.